# Уитлакучи (приток Сувонни)
Уитлакучи (англ. Withlacoochee River) — река на юге штата Джорджия и на севере штата Флорида (США), правый приток реки Сувонни. Длина реки составляет 174 км.

## География

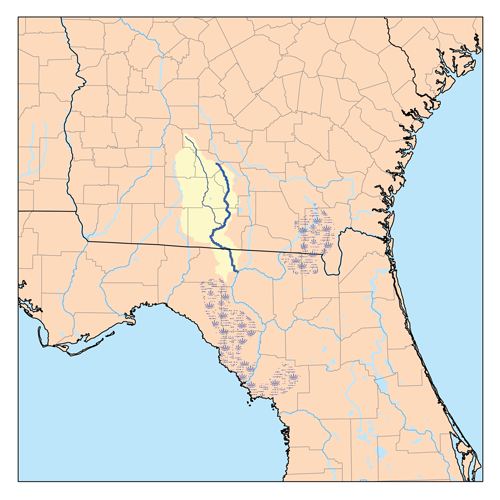
Бассейн реки Уитлакучи

Река Уитлакучи образуется в округе Берриен (Джорджия), примерно в 6 км юго-западнее города Алапахо, на высоте 68 м, при слиянии рек Харди-Милл-Крик (Hardy Mill Creek) и Хог-Крик (Hog Creek). После этого река течёт преимущественно в юго-восточном направлении, протекая по округам Берриен, Кук, Лаундс, Брукс (Джорджия), а также по округам Гамильтон и Мадисон (Флорида). Она впадает в реку Сувонни на высоте 9 м над уровнем моря. Наряду с реками Алапахо (Alapaha River) и Санта-Фе (Santa Fe River), река Уитлакучи является одним из трёх основных притоков реки Сувонни, которая впадает Мексиканский залив.
Площадь водосборного бассейна реки Уитлакучи — 6112 км², из которых 88,6 % находятся в Джорджии, а оставшиеся 11,4 % — во Флориде. Основные притоки — Нью-Ривер (New River, впадает на высоте 51 м) и Литл-Ривер (Little River, 33 м).
Есть ещё одна река с тем же названием Уитлакучи, которая находится в центральной части штата Флорида и впадает в Мексиканский залив. Чтобы различать две одноимённые реки, приток Сувонни иногда называют «Северной Уитлакучи» (Withlacoochee River North), а другую реку — «Южной Уитлакучи» (Withlacoochee River South).